# Hope-Islands-Nationalpark
Der Hope-Islands-Nationalpark (früher: Snapper-Island-und-Hope-Islands-Nationalpark) ist ein Nationalpark im australischen Bundesstaat Queensland. Er liegt 1.521 Kilometer nordwestlich von Brisbane.

## Lage
Der Park besteht aus vier Inseln: East Hope and West Hope Island, Snapper Island and Struck Island.
- Die Hope Islands liegen etwa 37 Kilometer südöstlich von Cooktown und 8 Kilometer vor der Küste. Diese beiden Insel liegen auf zwei separaten Riffen, die durch eine Tiefwasserzone voneinander getrennt sind.
- Struck Island ist eine Felseninsel vor Thornton Beach, die sich südlich von Cape Tribulation befindet.
- Snapper Island liegt in der Mündung des Daintree River und ist etwa 2 Kilometer lang. Diese Insel liegt etwa 20 Kilometer nördlich von Port Douglas

## Flora und Fauna
Während West Hope Island eine aus Korallenschutt aufgeworfene Insel darstellt, die nur spärlich mit Vegetation bedeckt ist, ist East Hope Island aus feineren Bodenmaterialien gebildet, die nach ihrer Stabilisierung dichter bewachsen wurde.
Aufgrund der Bodenbedingungen auf West Hope Island fehlen Süßwasserressourcen. Hier dominieren deshalb die salzwasserverträglichen Mangroven. Auf East Hope Island ist die Vegetation dagegen reichlicher ausgebildet.
Die Inseln sind u. a. Lebensgrundlage für über 25 Seevogelarten. West Hope Island wird als eines der wichtigsten Brutgebiete für Seevögel im ganzen Gebiet des Great Barrier Reef angesehen. Außerdem kommen Kolonien der Zweifarben-Fruchttaube (Ducula bicolor) und auf East Hope Island eine Kolonie des Schwarzen Flughundes (Pteropus alecto) vor.

## Tourismus
Eine offizielle, regelmäßige Fährverbindung zu den Inseln besteht nicht. Das Campen auf der Insel ist stark eingeschränkt und setzt eine gute Vorbereitung und Selbstversorgung voraus.

## Geschichte
Die Hope Islands erhielten ihren Namen von Kapitän James Cook, nachdem er im Juni 1770 mit seinem Schiff Endeavour auf das naheliegende Riff, heute danach als Endeavour Reef benannt, aufgelaufen war.
Bereits lange zuvor gehörten die Inseln und das sie umgebende Meer zum Stammesgebiet der Kuku Yalanji-Aborigines, die hier Nahrung suchten.